# Cotton Ground
Cotton Ground é uma cidade de São Cristóvão e Neves, capital da paróquia de Saint Thomas Lowland.